# Liste der Monuments historiques in Liverdun
Die Liste der Monuments historiques in Liverdun führt die Monuments historiques in der französischen Gemeinde Liverdun auf.

## Liste der Immobilien
| Bezeichnung           | Beschreibung | Standort                      | Kennzeichnung | Schutzstatus | Datum     | Bild           |
| --------------------- | --- | ----------------------------- | ------------- | ------------ | --------- | -------------- |
| Maison Fransot        | Wohnhaus, 16. Jahrhundert | 3 place de la Fontaine (Lage) | PA00106067    | Inscrit      | 1926      |                |
| Pfarrhaus             | ehemalige Bischofsresidenz; Hoftor, 16. Jahrhundert | 2 rue Saint Pierre (Lage)     | PA00106071    | Classé       | 1924      | weitere Bilder |
| Maison Benoît         | Wohnhaus, 16. Jahrhundert | 4 rue de l’Église (Lage)      | PA00106064    | Inscrit      | 1926      |                |
| Porte Haute           | Stadttor, Rechteckturm und Rundturm, 15. und 16. Jahrhundert | Rue Porte Haute (Lage)        | PA00106070    | Classé       | 1925 1928 | weitere Bilder |
| Maison Roger          | Wohnhaus, 16. Jahrhundert | 2 rue de l’Église (Lage)      | PA00106065    | Inscrit      | 1926      |                |
| Maison Weisberger     | Wohnhaus, 16. Jahrhundert | 1 place de la Fontaine (Lage) | PA00106068    | Inscrit      | 1926      |                |
| Missionskreuz         | aus dem 16. Jahrhundert | Route de Saizerais (Lage)     | PA00106061    | Classé       | 1932      |                |
| Kirche St-Pierre      | ab dem Ende des 12. Jahrhunderts | Rue de l’Église (Lage)        | PA00106062    | Classé       | 1924      | weitere Bilder |
| Maison du Gouverneur  | aus dem 16. Jahrhundert | 7 rue Porte Haute (Lage)      | PA00106063    | Classé       | 1928      |                |
| Skulpturennische      | mit Marienskulptur, 16. Jahrhundert | 4 rue de l’Église (Lage)      | PA00106066    | Inscrit      | 1932      |                |
| Maison Renard         | Wohnhaus, 16. Jahrhundert | 7 rue de l’Église (Lage)      | PA00106069    | Inscrit      | 1926      |                |
| Domaine de la Garenne | schlossartiges Anwesen, 1897 erbaut, 1904 durch Lucien Weissenburger erweitert; mit Ausstattung durch Eugène Vallin und Jacques Grüber und Parkanlage einschließlich Wasserturm und Gewächshaus | nordwestlich des Ortes (Lage) | PA00132622    | Inscrit      | 1994 1996 |                |

## Liste der Objekte
| Bezeichnung                                                                  | Beschreibung                                                                    | Standort                       | Kennzeichnung    | Schutzstatus | Datum | Bild |
| ---------------------------------------------------------------------------- | ------------------------------------------------------------------------------- | ------------------------------ | ---------------- | ------------ | ----- | ---- |
| Gemälde Die Gottesmutter mit dem heiligen Augustinus und der heiligen Monika | Ölfarbe auf Leinwand, vergoldeter Holzrahmen, erste Hälfte des 18. Jahrhunderts | in der Kirche St-Pierre (Lage) | PM54000363       | Classé       | 1983  |      |
| Gemälde Heilige Margaretha                                                   | Ölfarbe auf Leinwand, vergoldeter Holzrahmen, Anfang des 18. Jahrhunderts       | in der Kirche St-Pierre (Lage) | PM54000364       | Classé       | 1983  |      |
| Grabmal des heiligen Eucharius von Liverdun                                  | Wandnische mit Liegefigur, 16. Jahrhundert                                      | in der Kirche St-Pierre (Lage) | PM54000359       | Classé       | 1907  |      |
| Gemälde Auferweckung der Tabitha                                             | Ölfarbe auf Leinwand, vergoldeter Holzrahmen, erste Hälfte des 18. Jahrhunderts | in der Kirche St-Pierre (Lage) | PM54000365       | Classé       | 1983  |      |
| Chorschranke                                                                 | Schmiedeeisen, zweite Hälfte des 18. Jahrhunderts                               | in der Kirche St-Pierre (Lage) | PM54000369       | Classé       | 1984  |      |
| Orgel                                                                        | Haupteintrag für PM54000366                                                     | in der Kirche St-Pierre (Lage) | PM54001304       | Classé       | 1984  |      |
| Instrumentalteil der Orgel                                                   | 1847 von Claude-Ignace Callinet gebaut                                          | in der Kirche St-Pierre (Lage) | PM54000366       | Classé       | 1984  |      |
| Altarkreuz und sechs Altarleuchter                                           | Kupfer, versilbert und vergoldet, 18. Jahrhundert                               | in der Kirche St-Pierre (Lage) | PM54000367       | Classé       | 1984  |      |
| Gemälde Jesus übergibt Petrus die Schlüssel                                  | Ölfarbe auf Leinwand, Anfang des 18. Jahrhunderts                               | in der Kirche St-Pierre (Lage) | PM54000368       | Classé       | 1984  |      |
| Kirchengestühl                                                               | Holz, 16. Jahrhundert                                                           | in der Kirche St-Pierre (Lage) | PM54000360       | Classé       | 1908  |      |
| Glocke                                                                       | Bronze, 1629 gegossen                                                           | in der Kirche St-Pierre (Lage) | PM54000361       | Classé       | 1908  |      |
| Gemälde Rosenkranzmadonna                                                    | Ölfarbe auf Leinwand, Anfang des 18. Jahrhunderts                               | in der Kirche St-Pierre (Lage) | PM54000362       | Classé       | 1908  |      |
| Hauptaltar                                                                   | Altartisch; Stein, nach 1853                                                    | in der Kirche St-Pierre (Lage) | Liverdun 020.JPG | Classé       | 1984  |      |